# Eduardo Copello

Autódromo Eduardo Copello, Provincia de San Juan, Argentina

Eduardo José Copello (San Juan, Argentina, 13 de febrero de 1926-27 de febrero de 2000) fue un piloto de automovilismo argentino. Participó con notorio éxito en diversas categorías, como Turismo Carretera, Turismo Anexo J, Fórmula 1 Mecánica Argentina, Sport Prototipo Argentino y rally.
Fue campeón de Turismo Carretera en dos oportunidades, al ganar el campeonato de 1967 y el campeonato de Fórmula B de 1970, en las dos ocasiones a bordo del prototipo Liebre MkII Torino. Fue subcampeón en 1968. Con sus campeonatos, fue el primer piloto en hacer salir campeón de Turismo Carretera a la primera marca que no fuera Chevrolet ni Ford. Al mismo tiempo, su primera victoria la obtuvo el 2 de abril de 1967, convirtiéndose en el 94.° ganador del historial del TC, justamente por detrás de su entonces compañero de equipo Héctor Luis Gradassi a quien le terminaría ganando el campeonato de 1967. Corrió 75 carreras obteniendo 26 victorias y obtuvo 32 podios. Lo apodaban "El Cardenal" y más luego el "Maestro".
Fue uno de los pilotos integrantes de la "Misión Argentina" que participó en la Marathon de la Route de Nürburgring de 1969 con el IKA Torino 380 W. Piloteó el Torino n.° 3 y compartió la butaca con Alberto Rodríguez Larreta ("Larry") y con Óscar Mauricio Franco ("Cacho"), llegando en cuarto lugar. Fue campeón de la primera temporada del Sport Prototipo Argentino, con un Numa IIB-Tornado.

## Homenaje
Tras conocerse la noticia de su fallecimiento, la Asociación Sanjuanina de Volantes decidió en 2000 homenajear a Copello, imponiéndole su nombre al hasta ese momento Autódromo El Zonda. Cabe destacar que Copello no solamente fue el primer piloto sanjuanino en proclamarse campeón dentro del automovilismo argentino, sino también el primer ganador del incipiente circuito inaugurado el 8 de octubre de 1967.